# Jarosław Sendera
Jarosław Sendera (ur. 26 kwietnia 1965 w Tyczynie) – polski szachista, mistrz FIDE od 2004 roku.

## Kariera szachowa
Jest dwukrotnym medalistą mistrzostw Polski juniorów: srebrnym (Wrocław 1985 – w kategorii do 20 lat) oraz brązowym (Częstochowa 1982 – do 17 lat). Był również dwukrotnym srebrnym medalistą młodzieżowych mistrzostw Polski (Augustów 1986, Kielce 1988). W 2001 r. startując w barwach klubu Zelmer Rzeszów zdobył w Brzegu Dolnym brązowy medal drużynowych mistrzostw Polski w szachach błyskawicznych.
Kilkukrotnie startował w turniejach międzynarodowych, największy sukces odnosząc w 1987 r. w Myślenicach, gdzie zajął I miejsce, wyprzedzając m.in. Nikołę Spiridonowa, Kruma Georgiewa i Laszlo Barczaya i wypełniając pierwszą normę na tytuł mistrza międzynarodowego. W 2000 r. podzielił II miejsce (za Witalijem Koziakiem, wspólnie z Grzegorzem Toczkiem) w Rzeszowie.
Najwyższy ranking w karierze osiągnął 1 lipca 1987 r., z wynikiem 2395 punktów dzielił wówczas 24-25. miejsce (wspólnie z Henrykiem Doboszem) wśród polskich szachistów.